# Lobeznos
Lobeznos (en senabrés Llobécianos) es una localidad del municipio de Pedralba de la Pradería, en la provincia de Zamora. 

## Geografía
Está situado a 3,5 km de Puebla de Sanabria en la carretera que une esta población con Braganza.

## Toponimia
Su nombre se deriva de la abundancia de lobos en el pasado.

## Historia
Durante la Edad Media quedó integrado en el Reino de León, cuyos monarcas habrían acometido la repoblación de la localidad dentro del proceso repoblador llevado a cabo en Sanabria. Tras la independencia de Portugal del reino leonés en 1143 habría sufrido por su situación geográfica los conflictos entre los reinos leonés y portugués por el control de la frontera, quedando estabilizada la situación a inicios del siglo XIII.
Posteriormente, en la Edad Moderna, Lobesnos fue una de las localidades que se integraron en la provincia de las Tierras del Conde de Benavente y dentro de esta en la receptoría de Sanabria. No obstante, al reestructurarse las provincias y crearse las actuales en 1833, Lobeznos, aun como municipio independiente, pasó a formar parte de la provincia de Zamora, dentro de la Región Leonesa, quedando integrado en 1834 en el partido judicial de Puebla de Sanabria. En torno a 1850, el antiguo municipio de Lobeznos se integró en el de Pedralba de la Pradería.

## Monumentos
- La ermita del Santo Cristo es una pequeña ermita recientemente restaurada que tiene la imagen del Santo Cristo de la Ascensión muy venerada por los lugareños y todos los que han emigrado a otras ciudades. Las lugareñas le encomiendan sus embarazos rezando nueve credos alrededor de la ermita.

- La iglesia de Santa Eulalia está situada en el barrio de la Preira, rodeada por el cementerio local.

- Horno del Barrio de Abajo. Horno propiedad de varias familias, donde se cocía el pan por riguroso orden. Tradicionalmente se pasaba la "madre del pan" (la levadura) de una familia a otra. En el Barrio de Arriba existe otro horno, en este caso en ruinas.

- Molinos de agua. A orillas del río Castro, en el paraje denominado El Coto de Lobeznos, existen dos molinos de agua, donde tradicionalmente se molía el centeno, para hacer el pan. Estos molinos actualmente están en ruinas.